# Berens River (vattendrag)
Berens River är en flod i provinserna Manitoba och Ontario i Kanada. Den har sin källa i västra Ontario. Därifrån rinner den mestadels västerut till mynningen i Winnipegsjön i Manitoba. Vid flodens mynning finns indianreservatet Berens River 13 och samhället Berens River.